# Carpenters' Hall
Carpenters' Hall is een historisch gebouw in de Amerikaanse stad Philadelphia, waar het deel uitmaakt van het Independence National Historical Park.

## Geschiedenis
Carpenters' Hall werd ontworpen door architect Robert Smith in de stijl van de georgiaanse architectuur. Het gebouw werd aanvankelijk gebruikt als ontmoetingsplek en vergaderruimte voor het gilde van de timmerlieden. Het gilde maakte gebruik van het gebouw totdat de Britten in 1777 Philadelphia innamen tijdens de Amerikaanse Onafhankelijkheidsoorlog. Tussen 5 september en 26 oktober 1774 werd het gebouw tevens gebruikt als vergaderruimte voor het eerste Continental Congress. Nadien werd het gebouw door verscheidene instanties als vergaderlocatie gebruikt waaronder door de First Bank of the United States.
Het gebouw werd op 15 april 1970 een National Historic Landmark.